# Oreca 03
Der Oreca 03 war ein Le-Mans-Prototyp der Klasse LMP2. Der Oreca 03 wurde von 2011 bis 2015 von der Französischen Firma Oreca hergestellt. Das Debüt gab der Oreca 03 im Jahr 2011 den 12 Stunden von Sebring, unter der Leitung von Signatech Nissan.

## Entwicklung
Nach dem Inkrafttreten des neuen LMP2 Reglement 2011 musste nahezu jeder Hersteller ein neues Fahrzeug auf den Markt bringen, auch die französische Firma Oreca. Der Oreca 03 kostet 345.000 € und ist somit genauso teuer wie die anderen LMP2-Prototypen. Viele Teams entscheiden sich für den aus der Super-GT bekannten Nissan-V8 Motor, eine Ausnahme besteht, z. B. das Schweizer Team Race Performance hat einen Oreca 03 mit dem Judd BMW 3,6 L V8 Motor basierend aus dem BMW M3, beide Motoren leisten 460 bhp (343 kW).

## Einsätze
Der Oreca 03 kam von 2011 bis 2018 in verschiedenen Rennserien mit ACO-Reglement, so der European Le Mans Series, der American Le Mans Series, der FIA-Langstrecken-Weltmeisterschaft, beim 24-Stunden-Rennen von Le Mans und zuletzt in der Asian Le Mans Series zum Einsatz. Ab 2015 wurde der Oreca 03 vom Nachfolgemodell Oreca 05 abgelöst. 

## Galerie

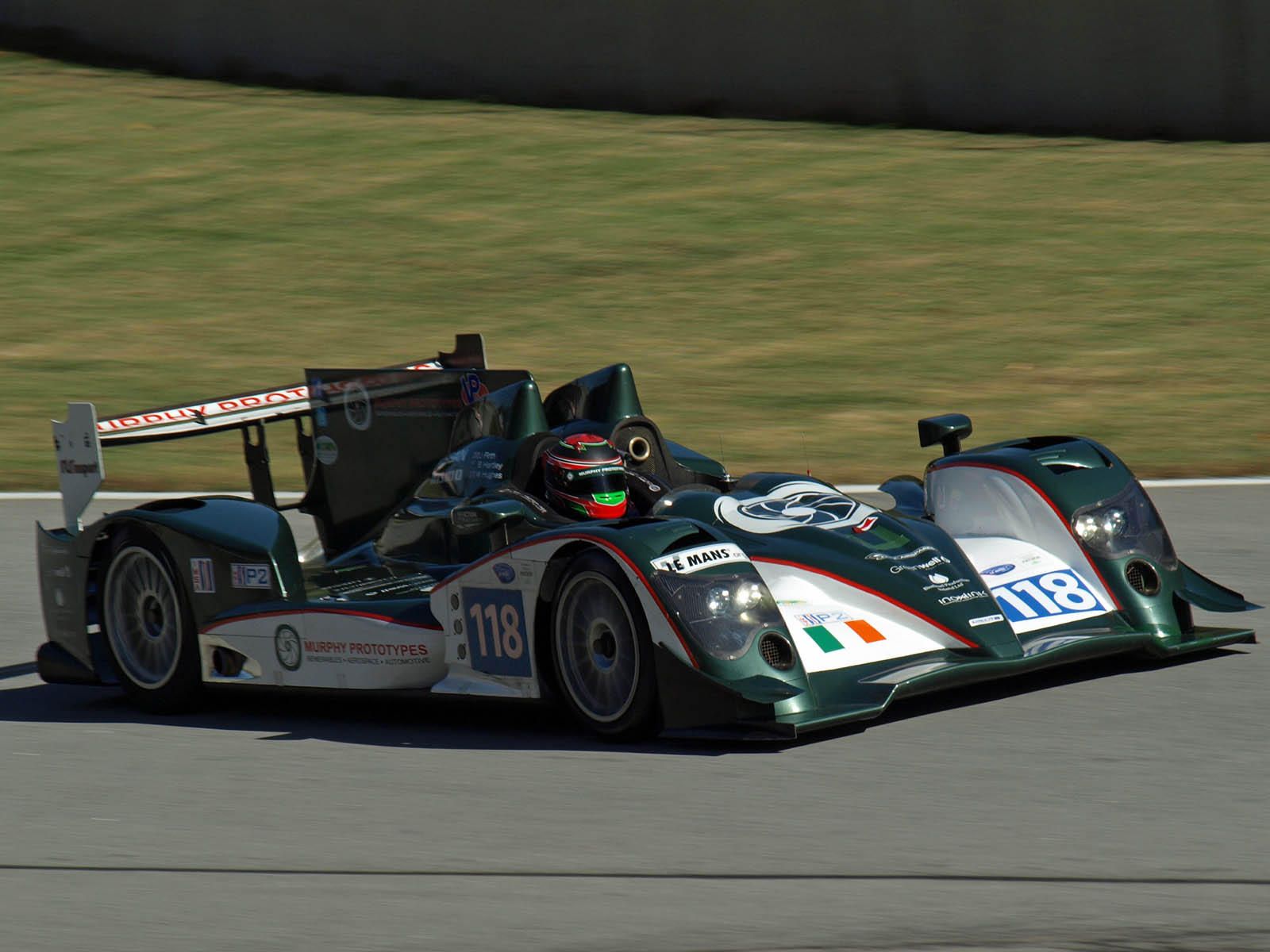
Murphy Prototypes
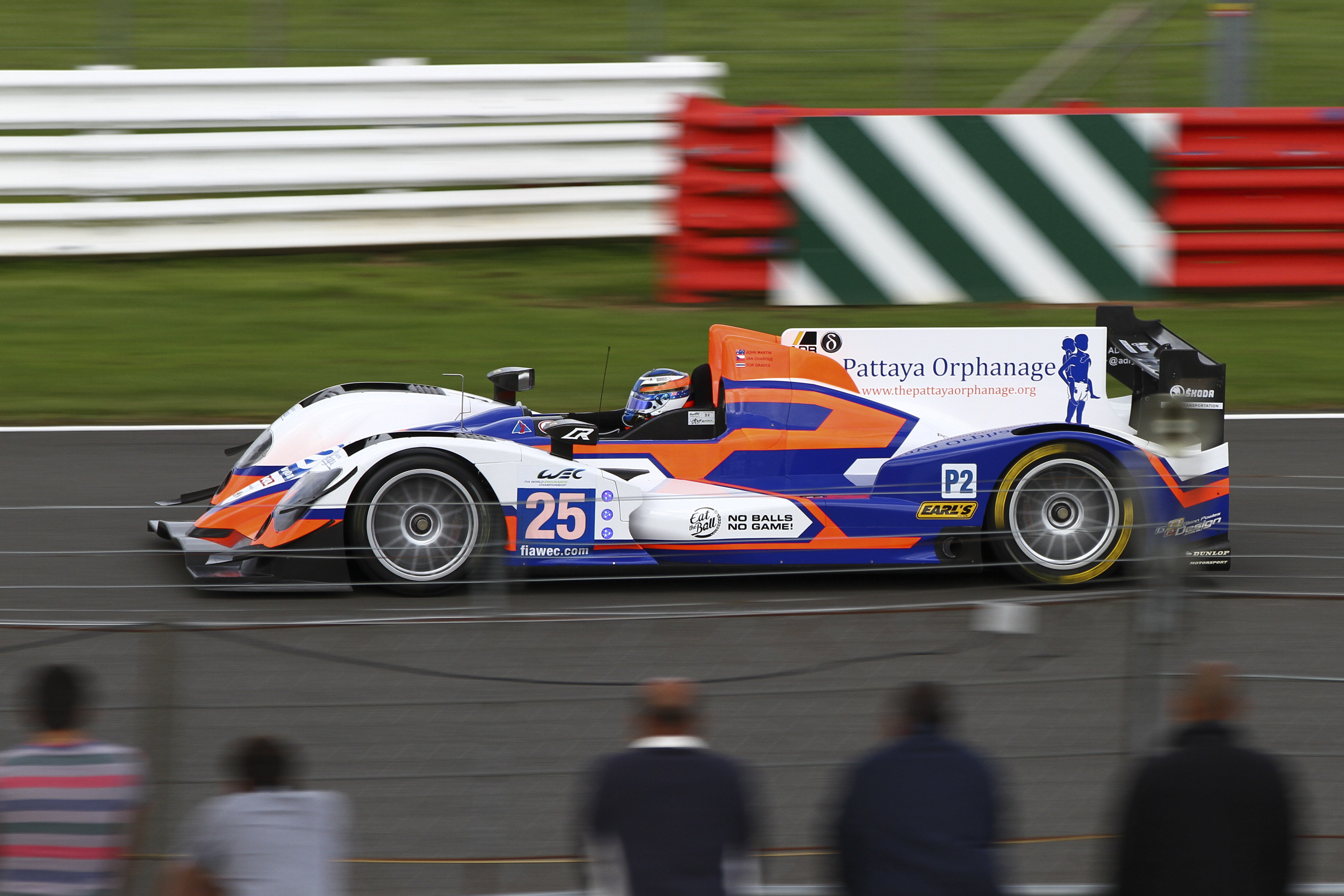
ADR-Delta
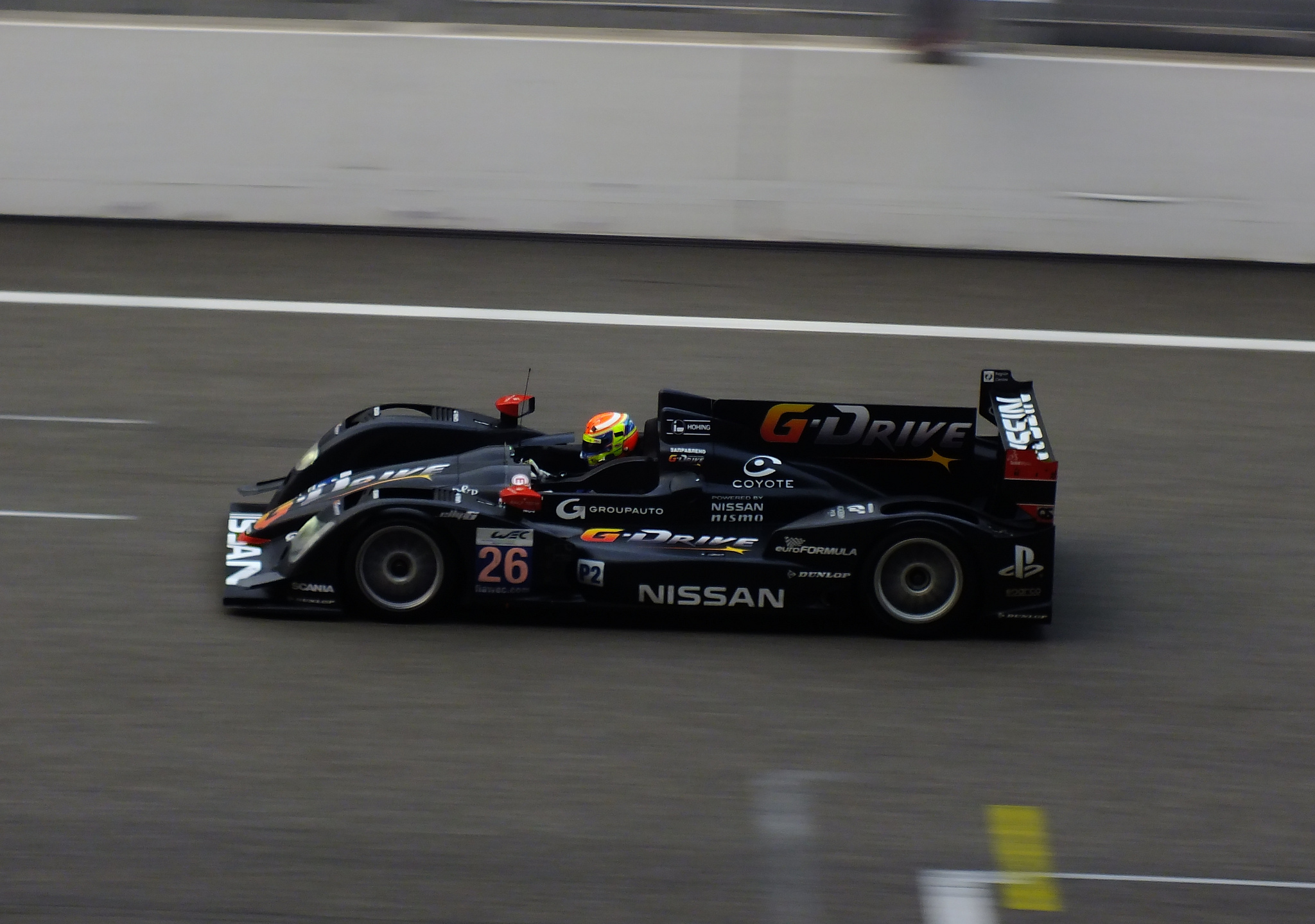
Signatech Nissan
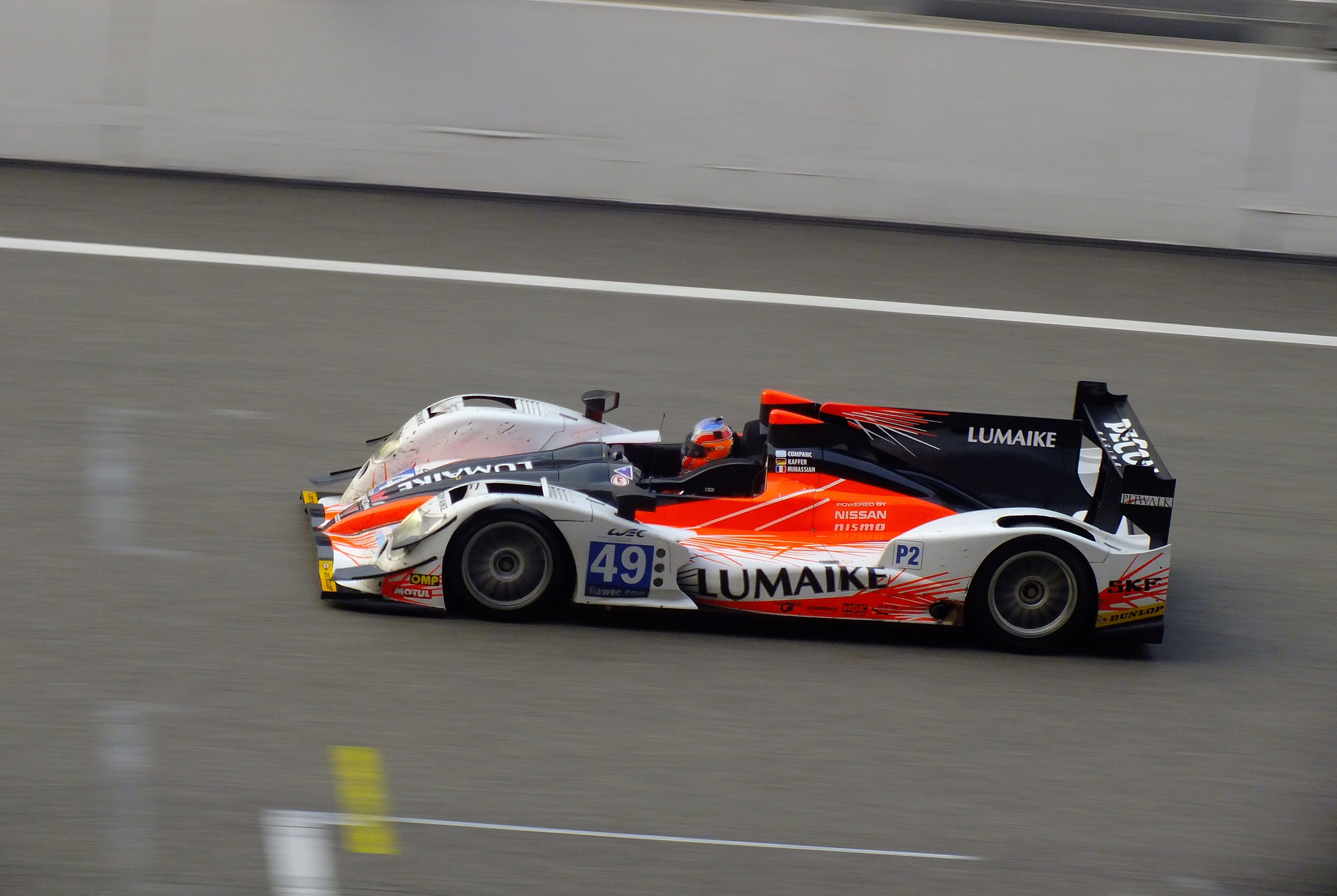
Pecom Racing
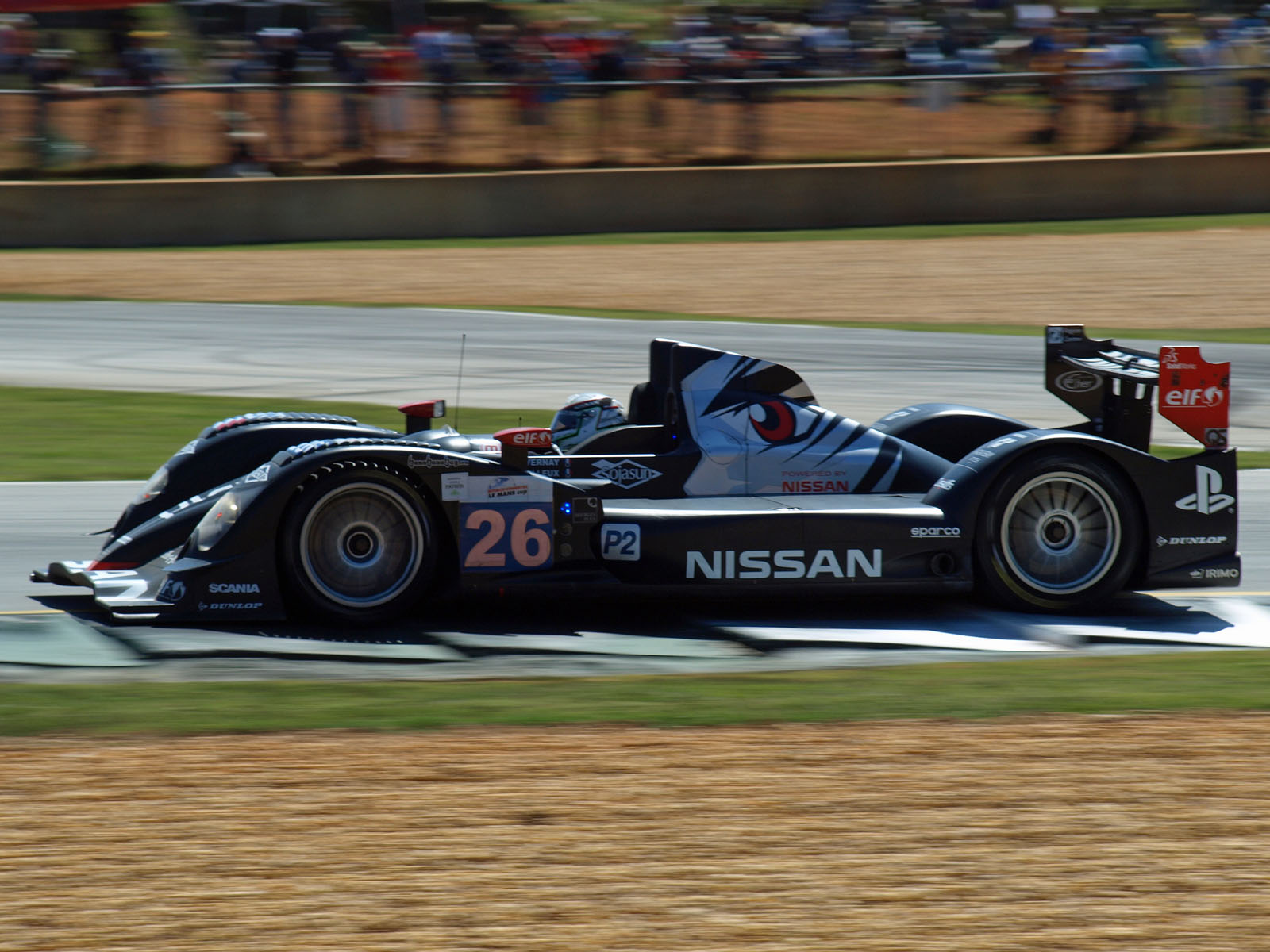
Die erste Generation des Oreca 03 im Jahre 2011 ohne die markante Heckflosse, die erst ab 2012 Pflicht wurde.